# Niceto
Il Niceto è un corso d'acqua della Sicilia nord-orientale a regime torrentizio. Nasce sui monti Peloritani, nel comune di San Pier Niceto, scorrendo per 21,1 km e sfociando infine nel mar Tirreno. Il suo principale affluente è il torrente Bagheria.

## Toponimo
L'origine del termine Niceto non trova un'univoca interpretazione poiché sulla sua esatta derivazione non esistono documenti ufficiali, probabilmente andati perduti durante il terremoto calabro-siculo del 1908. Diverse sono le ipotesi avanzate nel corso del tempo.
Secondo un'antica tradizione, oggi considerata priva di fondamento storico, il termine deriverebbe dal greco nìke, cioè vittoria, per una battaglia svoltasi nei pressi del torrente durante l'invasione araba della Sicilia (827–902 d.C.) e vinta dai Cristiani bizantini sui Saraceni. Secondo un'altra tradizione potrebbe derivare dal nome del nocciolo, nel dialetto locale nucidda, pianta un tempo molto diffusa in tutto il bacino idrografico. Altri studiosi hanno ipotizzato che il nome sia stato dato nel 451 a.C. dai Siculi in onore del loro capo Ducezio da Niceto oppure che derivi dall'antico casale di Nucita.

## Corso del torrente
Il Niceto si forma sul versante settentrionale dei monti Peloritani, a 950 m s.l.m., dall'unione dei corsi d'acqua che drenano le pendici tra Pizzo Cavallo (1040 m s.l.m.) e Pizzo Palombara (955 m s.l.m.). Nella porzione montana, il corso del torrente si caratterizza per l'elevata pendenza e tortuosità del percorso, scorrendo in strette valli costituite da ripidi declivi e profondi burroni. Procedendo verso nord le pendenze diminuiscono sensibilmente e il letto del torrente tende ad allargarsi divenendo ampio circa 200 metri. Raggiunta l'omonima valle costiera, il Niceto scorre quasi in linea retta, sfociando in mare con un estuario.
Il corso del torrente, lungo 21,1 km, è suddiviso in quattro tratti che assumono le seguenti denominazioni:

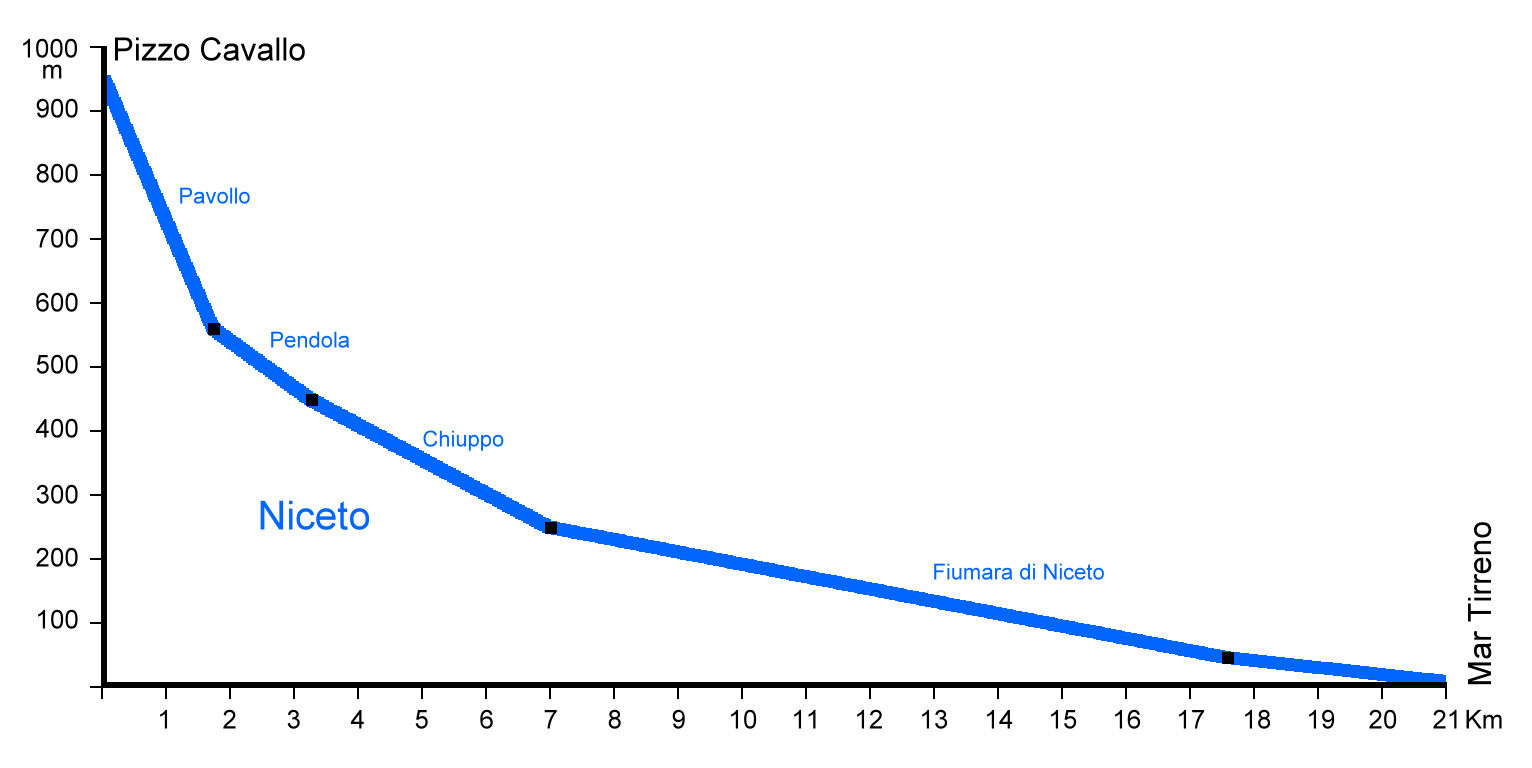
Profilo altimetrico del torrente Niceto

- vallone Pavollo: è la prima porzione dell'asta principale compresa tra il punto sorgente (950 m s.l.m.) e lo snodo con l'affluente di sinistra vallone Pendola (560 m s.l.m.). La distanza coperta (1,7 km) e il dislivello dell'itinerario (390 metri) ne fanno il tratto con la più elevata pendenza media (22,9%).
- torrente Pendola: si sviluppa in successione al precedente tratto fino a una quota di 450 m s.l.m. dove confluisce nel tratto montano del vallone Chiuppo. Con un'inclinazione media del 6,8%, il corso discende di 110 metri percorrendo una distanza di 1,6 km.
- vallone Chiuppo: dal precedente fino alla confluenza da destra dell'affluente vallone Lauro (250 m s.l.m.). Con una differenza di altitudine di 200 metri e una pendenza del 5,4% si snoda per circa 3,7 km.
- fiumara di Niceto: è il tratto finale del torrente compreso tra il vallone Lauro e la foce nel mar Tirreno. Nello specifico si può distinguere una prima parte collinare, fino alla confluenza da destra del torrente Bagheria (40 m s.l.m.), da una seconda parte costiera, fino allo sbocco in mare. Nel complesso il divario di quota è di 200 metri e la distanza percorsa di circa 14,1 km per una pendenza media del 1,4%.

Il maggiore affluente, tributario di destra, è il torrente Bagheria. Inoltre il Niceto riceve l'apporto di diversi torrenti minori tra i quali si distinguono:

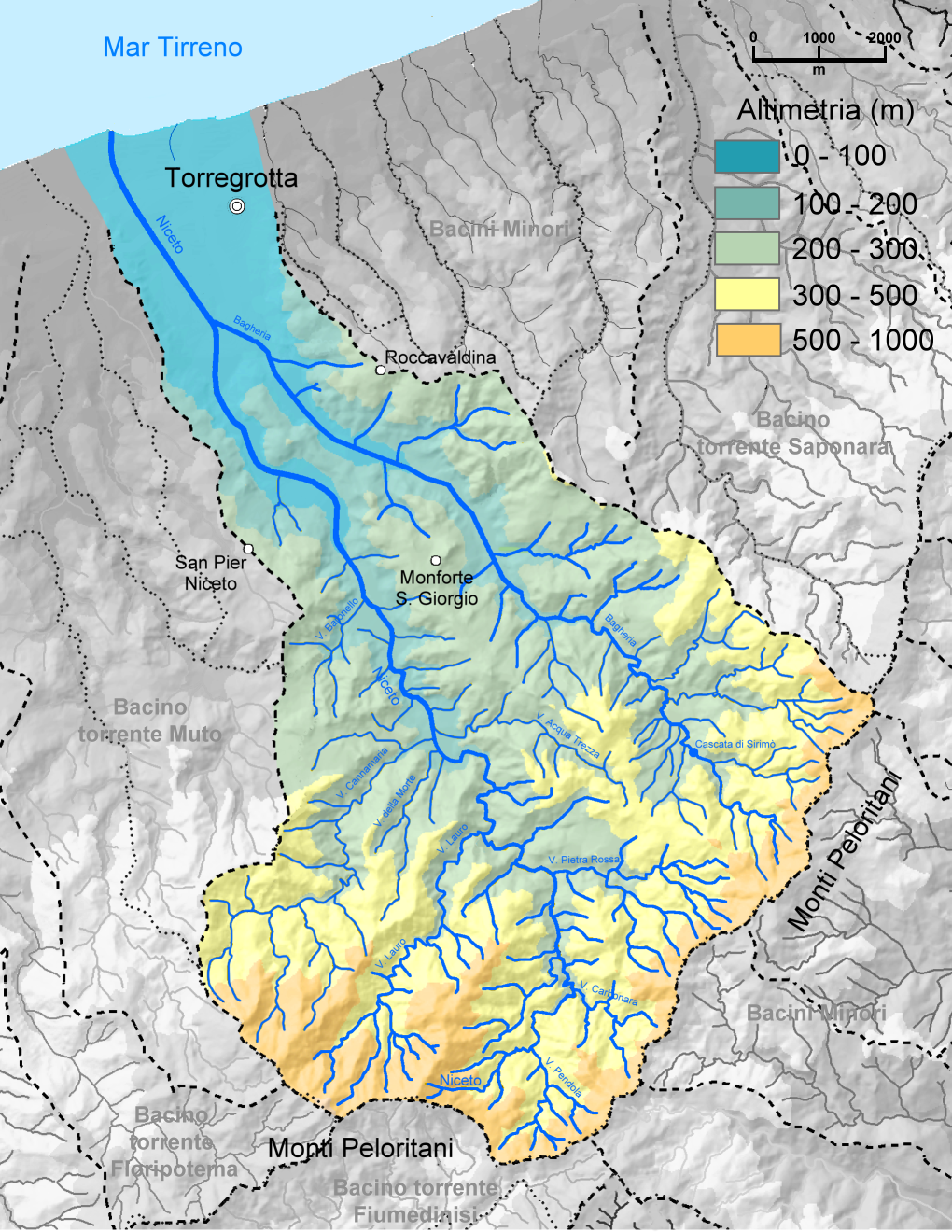
Bacino idrografico del torrente Niceto

Dalla sinistra idrografica
- vallone Pendola
- vallone Lauro
- vallone della Morte
- vallone Cannamaria
- vallone Baronello

Dalla destra idrografica
- vallone Carbonara
- vallone Pietra Rossa
- vallone Acqua Trezza

## Bacino imbrifero
Il bacino idrografico del Niceto, che misura una superficie di 81,73 km², confina ad est con il bacino del torrente Saponara e con alcuni bacini minori, a sud-est con diversi bacini di corpi idrici minori che sfociano nel mar Ionio, a sud con il bacino del torrente Fiumedinisi, anch'esso sfociante nel mar Ionio, a sud-ovest con il bacino del torrente Floripotema e da ultimo ad ovest con quello del torrente Muto. La linea di displuvio è rappresentata nella parte a meridione dalla dorsale dei Monti Peloritani, ad est e ad ovest da due crinali trasversali che partendo dallo spartiacque Peloritano discendono fino alla zona costiera. Il confine orientale declina da Puntale Bandiera (1067 m s.l.m.) fino alla pianura costiera ad est di Torregrotta; il confine occidentale discende da Monte Poverello raggiungendo la costa. Il bacino si presenta con la tipica forma simile ad una foglia larga, restringendosi a imbuto verso la costa tirrenica. Il territorio è prevalentemente montano, inciso dal corso del Niceto e del suo principale affluente, il Bagheria, che scorrendo paralleli sono separati da una dorsale mediana.
La parte montana, a meridione, presenta una morfologia aspra e accidentata, dominata dal punto di vista litologico dai terreni dell'Unità dell'Aspromonte che occupano il 60% della superficie del bacino e sono composti prevalentemente da micascisti e paragneiss. Emergono inoltre conglomerati formati da ciottoli di vari tipi di filladi sovrastati da formazioni arenacee con locali lembi di argille variegate. Questi terreni sono conosciuti come flysch di Capo D'orlando. Nella parte settentrionale, costituita dalla fascia costiera, nota come valle del Niceto, e da una fascia collinare di raccordo, sono invece presenti depositi terrigeni costituiti da rocce sedimentarie formate da facies arenacee, sabbiose e conglomeratiche riconducibili al Miocene. In particolare lo strato alluvionale della fascia pianeggiante costiera, è caratterizzato da miscele di ghiaia e ciottoli a legame sabbioso, con interstrati di limo sabbioso e argilloso. 
| Uso del suolo nel bacino idrografico |      |
| Coltura                              | %    |
| Incolto roccioso                     | 34,3 |
| Bosco degradato                      | 18,5 |
| Oliveto                              | 17,2 |
| Legnose agrarie miste                | 6,2  |
| Conifere                             | 5,9  |
| Bosco misto                          | 5,9  |
| Pascolo                              | 5,1  |
| Agrumeto                             | 2,5  |
| Seminativo erborato                  | 1,4  |
| Urbanizzato                          | 1,3  |
| Latifoglie                           | 0,8  |
| Macchia mediterranea                 | 0,8  |
| Seminativo semplice                  | 0,1  |

In questa porzione del bacino è notevole l'antropizzazione del territorio causata sia dalla rapida espansione della cittadina di Torregrotta, sia dall'attività agricola di tipo intensivo costituita prevalentemente da colture orticole, come la patata. Grande diffusione nel bacino hanno anche gli agrumeti, concentrati soprattutto nella valle costiera e nelle zone di fondovalle, e gli oliveti che costituiscono il sistema colturale più omogeneamente distribuito. Nella valle costiera sono diffusi i frutteti di pesca sbergia, una particolare varietà di pesca liscia «le cui peculiarità organolettiche non sono riscontrabili nelle produzioni di altre località». Nel settore collinare mediano, a partire dai 500 m di quota, campeggiano le zone a pascolo e a macchia mediterranea costituita prevalentemente da Erica arborea, Sparzio villoso e Cytisus villosus. Oltre tali zone, si ritrovano boschi misti, talvolta degradati, di pini e querce e boschi di conifere. Nella porzione montana, alle quote più elevate, il suolo si presenta roccioso e incolto a causa della forte acclività della superficie.
Dal punto di vista amministrativo, il bacino interessa il territorio di sette comuni della città metropolitana di Messina: Gualtieri Sicaminò, Monforte San Giorgio, Roccavaldina, Rometta, San Pier Niceto, Santa Lucia del Mela e Torregrotta. Al suo interno è compresa anche una parte della Riserva naturale orientata Fiumedinisi e Monte Scuderi che occupa circa il 24,7% del bacino.

### Sottobacini
L'unico sottobacino è costituito dal bacino del torrente Bagheria che ha una estensione di circa 29 km² (all'incirca un terzo dell'intero bacino). Il Bagheria nasce presso Pizzo Sambuco, a 1075 m s.l.m., e il suo corso è suddiviso in due tratti che assumono le seguenti denominazioni:
- vallone Figarazza, dalla sorgente fino a Piano Solimo
- fiumara Bagheria, fino alla confluenza nel torrente Niceto.

I principali affluenti sono:
Dalla sinistra idrografica
- vallone Figazza
- vallone Quadro
- vallone Cerabianca
- vallone Brimondi
- vallone Sapienza

Dalla destra idrografica
- vallone Cuppi
- vallone Bafi
- vallone Pizzitolo
- torrente Oreto
- torrente Cannitello (sorge alle pendici di Roccavaldina)
- torrente Sottocatena
- rio Granatara

## Idrologia
Il Niceto presenta un regime idrologico assai irregolare ed essenzialmente di tipo torrentizio, tipico delle fiumare, con piene nella stagione invernale e periodi di magra o di secca nella stagione estiva. La perennità e persistenza del corso d'acqua sono intermittenti poiché l'apporto idrico è strettamente legato alla distribuzione delle precipitazioni.

## Flora e fauna

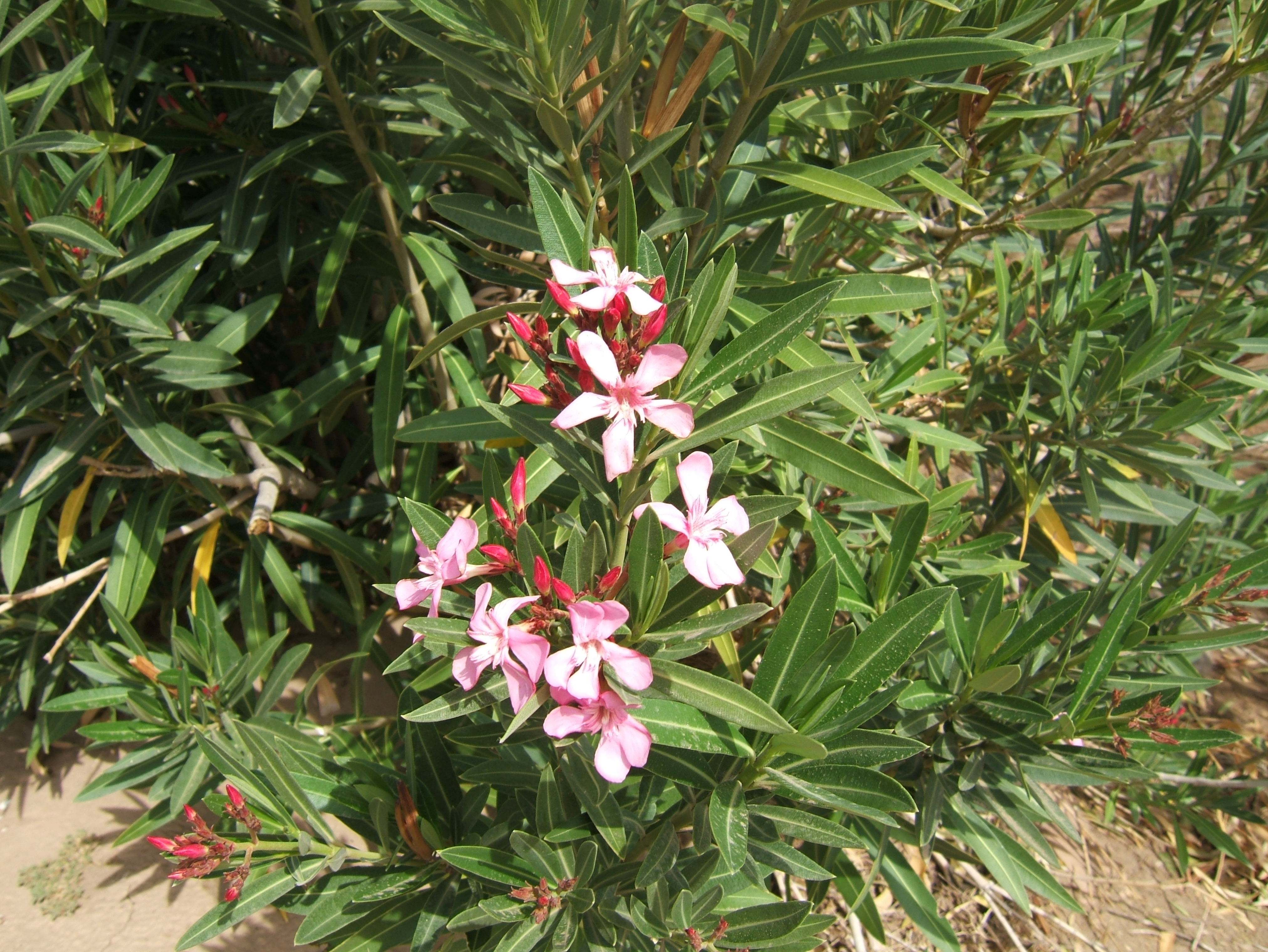
Arbusto di oleandro

In ragione della variegata conformazione del terreno lungo il percorso del Niceto, il sistema vegetazionale risulta vario e diversificato, nonché molto rigoglioso nella parte montana, più diradato negli ultimi chilometri di corso. La tipica vegetazione della zona ripariale è costituita da canne, pioppi neri e salici a cui si aggiungono ginestre, felci, erica e oleandri. Tali specie autoctone stanno subendo un processo di degradazione che riduce progressivamente la loro presenza in favore di specie alloctone. Ciò è largamente dovuto all'alto grado di antropizzazione dell'ambiente, in particolare della zona costiera. L'intermittenza nella persistenza del corso d'acqua rende il Niceto privo di fauna ittica. In passato però, nelle acque del torrente è stata presente l'anguilla, come tramandato dalle testimonianze orali della cultura popolare che ricordano le anguille del fiume Niceto (nghidde du ciumi i Nucidda). La popolazione locale le utilizzava sia per cibarsene sia per mantenere inalterata la salubrità delle acque delle cisterne idriche dove le anguille sopravvivevano nutrendosi di larve, vermi e insetti. E per questo che oggi l'anguilla occupa per gli studiosi un ruolo di peculiare interesse non solo dal punto di vista naturalistico ma, soprattutto, etno-antropologico. Non è escluso che questo pesce possa essere ancora oggi presente nelle acque dei canali (“saie”, nel dialetto locale) vicine al Niceto, in cui sono in corso delle ricerche.

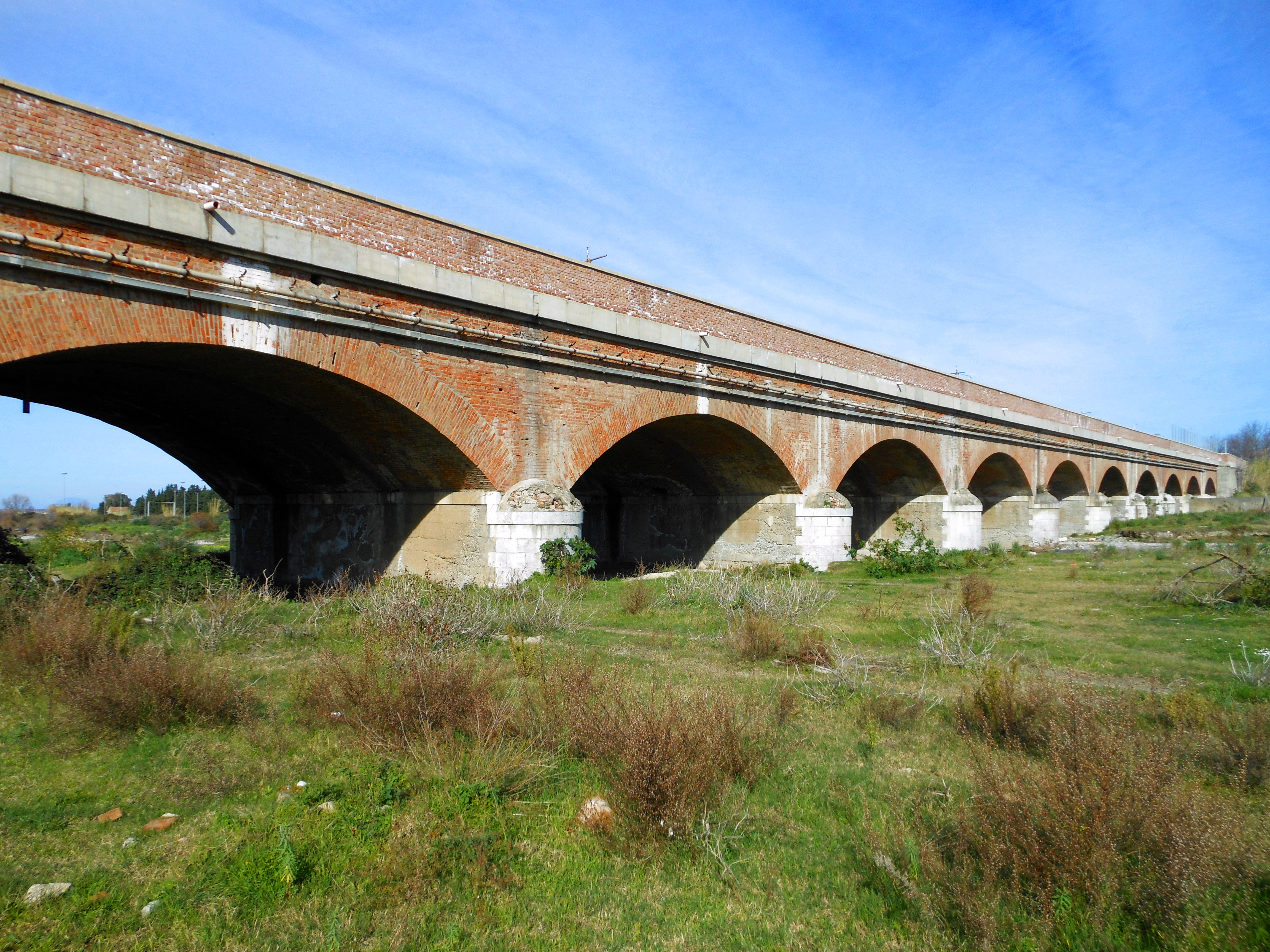
Viadotto della strada statale 113 sul Niceto

## Ponti sul Niceto
I ponti che attraversano il Niceto sono quattro:
- ponte dell'autostrada A20. Costruito a partire dal 1969[28] congiuntamente al tronco Villafranca Tirrena - Milazzo della A20. Fu aperto al transito il 4 dicembre 1973[29].
- ponte della linea ferroviaria Palermo-Messina. Aperto al traffico ferroviario il 9 agosto 2009[30].
- ponte della strada statale 113 Settentrionale Sicula. Realizzato in muratura, ha 12 arcate ed è il ponte più antico oggi presente sul Niceto. Fino all'8 agosto 2009[30] era attraversato anche dalla vecchia linea ferroviaria.
- ponte dell'asse viario A.S.I. (Milazzo - Torregrotta).[31]